# Эутогуи
Святой Эутогуи, Оудокуи (валл. Euddogwy), также известный, как Святой Одоцей (лат. Oudoceus) (ок.536 — ок.615 или умер в 625/630 году) — широко известен, как третий епископ Лландава в Южном Уэльсе. На самом деле он, вероятно, был епископом Лландейло Фавра в начале VII века.

## Жизнь
Информация об Эутогуи во многом взята из Книги Лландава, составленного в XII веке, для повышения престижа престола Лландава, реорганизованного норманнами. Его предполагаемое посвящение архиепископом Кентерберийским является первым упоминанием в письменном источнике о подчинении епархии Кентерберийскому.
Земельные гранты в Книге Лландава показывают Эутогуи, как современника королей Южного Уэльса начала VII. Говорили, что он был сыном Будика, короля Бретани, и Анауэды, сестры святого Тейло. Говорят, что его братьями были святые Исвайл, епископ Росский, и мученик Тифей. Или же сыном Будика ап Кибидана, принца из Корнуай и Анаведы, и что ещё во время беременности жены решил сделать его учеником Тейло.
Его связи с Лландавом очень сильны, и, похоже, он был одним из первых покровителей местной церкви, где, как говорят, он поместил мощи святого Тейло, одного из своих предшественников на посту епископа. В Житии святого, говорится, что Эйнион, король Гливисинга, охотился на оленя среди скал и лесов реки Уай; когда олень, достигнув плаща Удоцея, лег на него, гончие не смогли его коснуться. Затем Эйнион подарил святому землю.
Первоначальная церковь в Лландаве (возможно, монастырь) вполне могла быть ранним фундаментом. Однако, скорее всего, его основал святой Эутогуи, а не святой Тейло. В конце концов Эутогуи удалился в Лландого, недалеко от Дин-Терна, и умер там 2 июля 615 года, в день своего праздника. Предположительно он был похоронен в церкви в Лландаве, на месте нынешнего Лландавского собора, где до 1547 года находилась его святыня. Он один из трех святых, которым посвящен собор.

## Агиография
В агиографической «жизни» Эутогуи, XII века, в «Книге из Лландава» рассказывается, что он был сыном короля Бретани Будика, родившегося в этой стране вскоре после возвращения туда своего отца из ссылки в Диведе. Его мать, Анауэд, считалась сестрой святого Тейло, и Будик пообещал, что Эутогуи сможет подготовиться к жизни в Церкви под его руководством. Хотя Питер Бартрум не согласен, что он был его сыном. Итак, Эутогуи прибыл в Уэльс и в конечном итоге сменил Тейло на посту епископа Лландава.
Нет никаких доказательств того, что Лландав был центром епископата, по крайней мере, до начала XI века, и теперь считается, что Эутогуи мог базироваться в Лландейло Фавре или в Лландого, где он, как говорят, был епископом в ок. 580 года Таким образом, «культ Эутогуи» мог быть возрождением культа более раннего святого, который пытался получить легитимность благодаря связи с Лландавом. «Культ Эутогуи», по-видимому, был воспоминанием о культе древнего святого, который стремился укрепить легитимность посредством связи с Лландавом.
Мнение Г. Х. Добля заключается в том, что Эутогуи был епископом и что в ранний период его не считали святым. И только после того, как его житие было написано в Лландаве в нормандский период, его начали считать святым. Он один из трех святых, которым был посвящен собор Лландав, но считается, что в память о другом дали имя церкви Лланеутогуи (Лландого) в Гвенте, и в этом случае ему не было посвящено ни одной другой церкви. Г. Х. Добл считает, что Одоцей Лланейниона отличается от епископа остальной части «Жизни». Из устава BLD 180b ясно, что епископ Одоцей умер посреди своего епископские обязанности, и его сменил Бертуин. Он, очевидно, не отказался от епископских обязанностей, но Лланейнион мог быть его основным «резидентом» из которого он время от времени уходил на пенсию и где он мог умереть.
Питер Бартрум так приводит его житие. Во время эпидемии жёлтой чумы, которая охватила Иль-де-Бретань, Тейло укрылся в 549 году у Самсона Дольского и встретился там со своим племянником Эутогуи. Когда Тейло вернулся на родину вместе с ним, Эутогуи стал епископом Лландава, после того, как был избран духовенством, включая Меркгвинуса (Мерхвина), а также Элгоретуса (Элурета), Гунуинуса (Гунуина), магистра и трех аббатов, Катгена. , аббата д’Иллтуд, Конкенна (Кингена), аббат де Катмайлус (Лланкарван), и Кетнига (Кедик), аббат де Докгвинус (Лландохау), а также правителя Гвента Мейрига, и его детей Атруиса, Иднерта, Гвидгена, Кейдио и Брохвайла. Одоцей был якобы посвящён архиепископом Кентерберийским после этого. Питер Бартрум это так комментирует: "В расширенной «Жизни Тейло» Одоцей уже был в Уэльсе, когда Тейло вернулся из Арморики. В любом случае Одоцей, вероятно, не стал преемником Тейло. В то время не было кафедры Лландаф. Одоцей и некоторые из его преемников, возможно, были «епископами кафедры Тейло», как в случае с епископом Нобисом. Мерхвин, Элурет и Гвенвин появляются как ученики Дубриция, а также современники Тейло. Вероятно, они не дожили до времен Одоцея. Если Одоцей был выбран описанным образом, то, по-видимому, он уже был епископом, поскольку он фигурирует как епископ Одо, свидетель одной из «Лланкарванских хартий» с Якобом, аббатом Лланкарвана, Кедигом, аббатом Лландохау, и Мейригом, королем Гвента. Но нет никаких сомнений в том, что Иаков предшествовал Кингену, который был аббатом во время предполагаемых «выборов». А посвящение Кентрберийским — фикция.
Одоцей руководил обширной епархией, которая простиралась от Мохроса (Моккаса) до Меневии, что в Диведе, которая позже будет разделена между двумя епископствами, границей по реке Тиуи между королевствами Гвент и Дивед. В это время саксы совершали набеги на юг Уэльса, особенно на границы этой епархии, от Мохроса до берегов Уая и Дор и от Ворма {в современном Херефордшире} до устья реки Уай. Одоцей отправляется в паломничество в Рим, где совершает несколько чудес, в том числе «колбас с маслом», что Бартрум тоже считает фикцией, ибо Легенда о колоколе, сделанном из масла, рассказана о Св. Тейло и в среднеанглийском метрическом Житии Св. Тейло XIV века. Эйнион, король Гливисинга, дал землю Одоцею. Впоследствии Одоцей подал в отставку со своего епископского поста и удалился в «Лландейло» или Лланэйнион. Гильда Премудрый, живший тогда на якорной стоянке на острове Эхни, переправился через реку Уай с древесиной, которую он взял в лесу, но которая предназначалась Одоцею для строительства отшельника. Когда Одоцей упрекнул его за это, Гильдас съигнорировал, после чего Одоцей выражает свой гнев, ударяя топором по камню. Результат спора не сообщается.
Морган упоминается при епископе Эутогуи, впервые, вместе со своим дедом Мейригом ап Теудригом, его другим сыном, Фриоком ап Мейригом, то есть без отца. В дальнейшем снова при этом же епископе, но уже как король. В этом же источнике дан отчет (стр. 152—154) о церковных разбирательствах, предпринятых против Моргана, Эутогуием, вследствие убийства им своего дяди Фриога.
Король Моркант, сын Атруиса, за душу Фриока, сына Мейрига, которого он убил, и для искупления своей собственной души, взяв на себя бремя покаяния в посте, молитве и милостыне, отдал главному епископу Одоцею, и святому Дубрицию, и святому Тейло, Ланн Синкирилл и землю Синфолл.
Согласно BLD 156, сан был «возвращен» Одоцею королем Морганом Книга из Лландава содержит большое количество грамот о дарах церкви во времена Одоцея. Они охватывают период правления Мейрига ап Теудрига и его внуков Моргана и Итела, но не в строгом хронологическом порядке. Есть также две грамоты, в которых фигурирует Ауст, принц Брихейниога или Диведа. Ясно, что Морган уже правил страной в 590 году, когда Одоцей был епископом. Очевидно, что Одоцей имел долгое епископство.